# Stadion im. Grigorisa Lambrakisa
Stadion im. Grigorisa Lambrakisa – wielofunkcyjny stadion w Kalitei, w aglomeracji Aten, w Grecji. Został otwarty w 1970 roku. Może pomieścić 4250 widzów. Swoje spotkania rozgrywają na nim piłkarze klubu GS Kallithea. Obiekt nosi imię Grigorisa Lambrakisa.